# Seven Wonders
Seven Wonders – piosenka amerykańsko-brytyjskiego zespołu rockowego Fleetwood Mac, wydana na singlu 29 czerwca 1987, która znalazła się na albumie Tango in the Night (1987).
Tekst utworu napisała Sandy Stewart, współpracująca z wokalistką grupy – Stevie Nicks i było to pierwsze demo na nową płytę. Stewart wysłała nagranie do Nicks, lecz bez napisanego tekstu. Ta podczas pierwszego odsłuchiwania kompozycji źle usłyszała jeden z wersów. Frazę brzmiącą „All the way down you held the line” zrozumiała jako „All the way down to Emmeline” i w takiej wersji roboczo zaśpiewała premierowe wykonanie. Mimo wyjaśnienia rozbieżności grupa podjęła decyzję o pozostawieniu przeinaczonego tekstu na stałe. Z tego powodu na okładce singla umieszczono informację, że również Stevie Nicks jest autorką piosenki.
Utwór został wydany na nośnikach analogowych – kasecie magnetofonowej oraz płytach gramofonowych (7- i 12-calowej). Na płytach winylowych znajdowały się również dwa remiksy piosenki oraz utwór instrumentalny „Book of Miracles”, który ostatecznie został potem przekształcony w „Juliet” i umieszczony na solowym albumie Nicks – The Other Side of the Mirror (1989).
W 1987 r. zespół nagrał teledysk towarzyszący promocji singla, z rokokową dekoracją, w którym wystąpili wszyscy ówcześni członkowie Fleetwood Mac, zaś w tle sceny przedstawione są szkice tytułowych 7 cudów świata.

## W kulturze popularnej
W 2009 r. Pictureplane użył sampla utworu w piosence „Goth Star” na albumie Dark Rift. W 2013 r. Classixx wykorzystał fragment „Seven Wonders” w utworze „Hanging Gardens” na albumie o tym samym tytule.
„Seven Wonders” użyto w trzecim sezonie American Horror Story, zatytułowanym Sabat (ang. Coven). W trzynastym odcinku tej serii pojawiła się Stevie Nicks, wykonująca utwór. To pomogło piosence osiągnąć 18. miejsce listy Digital Rock Songs amerykańskiego czasopisma „Billboard”.